# André Mehmari
André Ricardo Mehmari (Niterói, 22 de abril de 1977) é um pianista, compositor e arranjador brasileiro.
Suas obras foram executadas pela Orquestra Sinfônica do Estado de São Paulo (OSESP), Orquestra Petrobras Sinfônica e Orquestra Amazonas Filarmônica, dentre outras importantes formações brasileiras. Na música popular, gravou discos com o bandolinista Hamilton de Holanda e cantora Ná Ozzetti
.
Em 2010 assinou contrato com um dos mais importantes selos italianos de jazz, EGEA, que representa o artista na Europa e para o qual vai lançar cinco discos solo. O primeiro deles ("Miramari") foi gravado no Oratorio Santa Cecilia, no centro histórico de Umbra (Itália) e já foi lançado nesse país. 

## Prêmios e indicações

### Grammy Latino
| Ano  | Categoria                                | Indicação                                      | Resultado |
| ---- | ---------------------------------------- | ---------------------------------------------- | --------- |
| 2017 | Melhor Composição Clássica Contemporânea | Sonata For Viola and Piano (com Flávio Chamis) | Indicado  |

### Prêmio Açorianos
| Ano  | Categoria        | Indicação                                                                | Resultado |
| ---- | ---------------- | ------------------------------------------------------------------------ | --------- |
| 2014 | Produtor Musical | André Mehmari (por Suíte Maria Bonita e Outras Veredas, de Leandro Maia) | Venceu    |

- Prêmio Nascente (USP-Editora Abril) - categoria Música Popular-Composição (1995) e categoria Música Erudita-Composição (1997).
- 1° Prêmio Visa de MPB Instrumental (1998) [8]